# 圣母和圣婴与教士范德帕勒

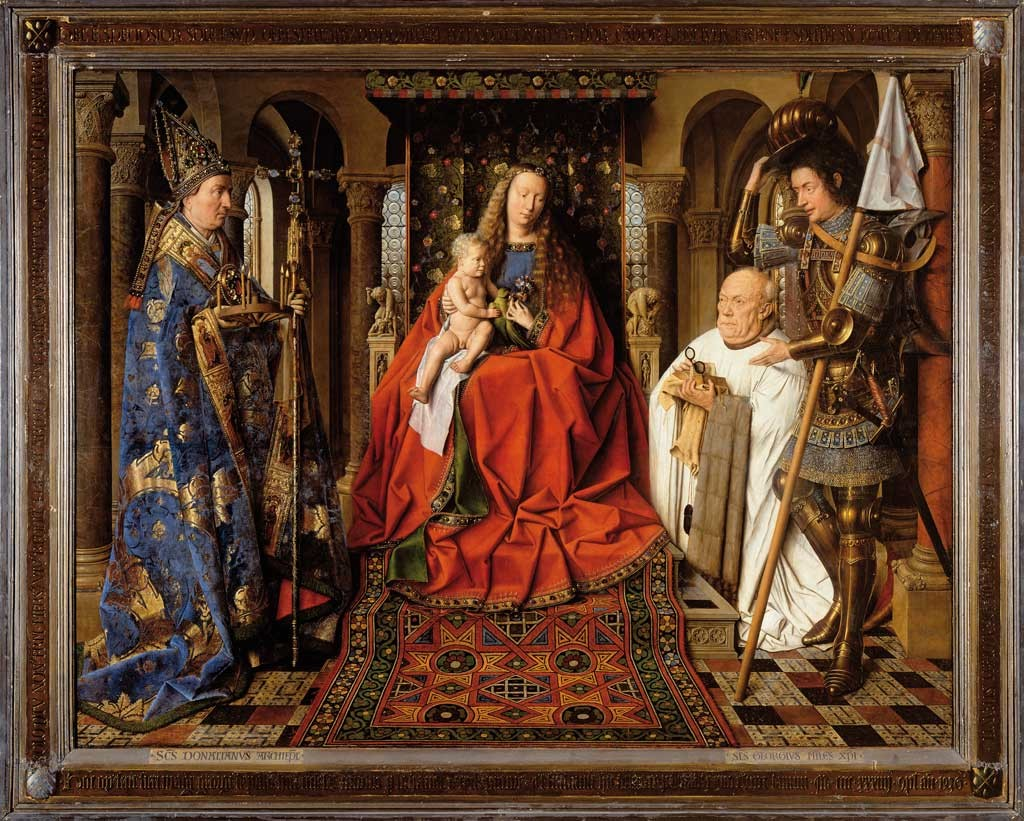
圣母子与教士范德帕勒（1434–1436）。 141 x 176.5厘米（包括框架），122 x 157厘米（不包括框架）。布鲁日格罗宁博物馆。

《圣母和圣婴与教士范德帕勒》（英語：The Virgin and Child with Canon van der Paele） 是一幅大型橡木板油画，由早期尼德兰画派画家扬·凡·艾克在1434年至1436年间完成，展示的是画板的捐助者乔里斯·范德帕勒处于圣徒们之间的幻影。图中圣母玛利亚坐在半圆形空间的中心，圣婴坐在她的大腿上，最有可能展示的是教堂的内部环境。圣·多纳廷站在她的右边，圣乔治（这里的“圣”源于捐赠者的名字）站在她的左边。这幅画板是受范德帕勒委托而作的祭坛画，当时他是布鲁日的一位富有的牧师，但他年事已高，身患重病，因此打算把这幅画作为对自己的纪念。
从青铜仿制边框上的原创拉丁文题词中可以辨认出这些圣徒们，从历史记录中辨认出范德帕勒。画中的范德帕勒穿着中世纪的经典服饰包括白色法衣，正虔诚地阅读着《时间书》。圣乔治高举着金属头盔以示尊敬，正将范德帕勒引荐给圣母玛丽亚。身着颜色鲜艳的法衣的圣·多纳廷站在圣母玛利亚的左边。这幅画板以其中的精美服饰著名，包括精美的皮毛、丝绸和锦缎，以及其详尽精致的宗教肖像画。圣母玛利亚的宝座上饰有亚当和夏娃、该隐和亚伯的雕刻像，耶稣被钉十字架像和复活像，以及一些来自旧约的场景。这幅画的两旁是一系列关于圣徒的题词包括凡·艾克的签名。
《范德帕勒画板》被广泛认为是扬·凡·艾克最受认可的和最体现他雄心勃勃的作品之一，被誉为“杰作中的杰作”。

## 委托

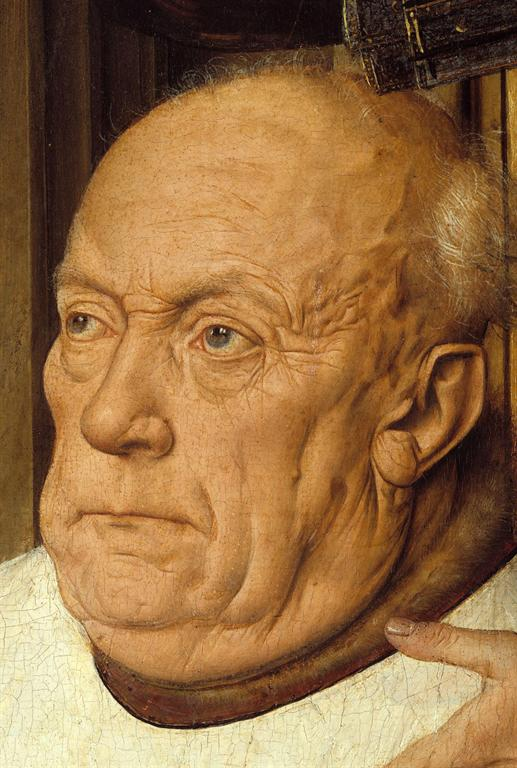
教士范德帕勒

无论是从相貌，还是从角落里的其父母的遁形纹章都可以辨认出来这是乔里斯·范德帕勒。他于1370年左右出生于布鲁日，早期曾是罗马教皇的抄写员，于1425年作为富翁衣锦还乡。 他曾被任命为圣·多纳廷主教堂的一名教士，获得的收入来源于他管辖范围内的各个教区。 
大概在1431年，一场疾病使范德帕勒无法履行其职务，也促使他反思自己的教士职位和凡人之身。因此他给教堂指派了一名牧师，并委托凡·艾克完成这幅画作。这位艺术家此时正处于鼎盛时期，制作画板的需求旺盛，加上面板的尺寸之大，意味着完成委托画作的时间比最初设想的要长得多。在画框上可以看到两个完成日期，其中那个较早的日期是画作原本预计完成的期限，但是最终并没有在那之前完成。 
为了回报范德帕勒的遗赠，教堂保证将为他每周举行一次安魂弥撒，每日弥撒和每周三次还愿弥撒，意为代表他与神灵祈祷。1443年第二次牧师就职主要是为范德帕勒的家人祈祷，并保证在他死后，安魂弥撒结束时将会诵读《吝啬鬼梅》和《德深部》。 

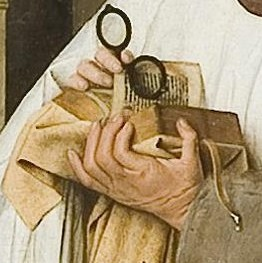
范德帕勒的祈祷书和眼镜（细节图）

范德帕勒可能原将画板留在了自己的私人房间里或将其当作教堂的祭坛画，直到1436年或1443年他去世前才将其捐赠给了教堂， 并一直保留在那里直到1779年教堂被拆除。该作品最有可能作为圣人彼得和保罗的祭坛陪衬放置于教堂中殿，并用于范德帕勒及其家人的纪念弥撒，在1566年反圣像破坏运动之后才安装在主祭坛上。 
下仿框上的题词中提到了范德帕勒的捐赠：“这座教堂的教士乔里斯·范德帕勒委托画家凡·艾克创作了这幅作品，在主的唱诗班中创立了两个牧师职位。 然而，直到1436年他才最终完成。”

## 描述

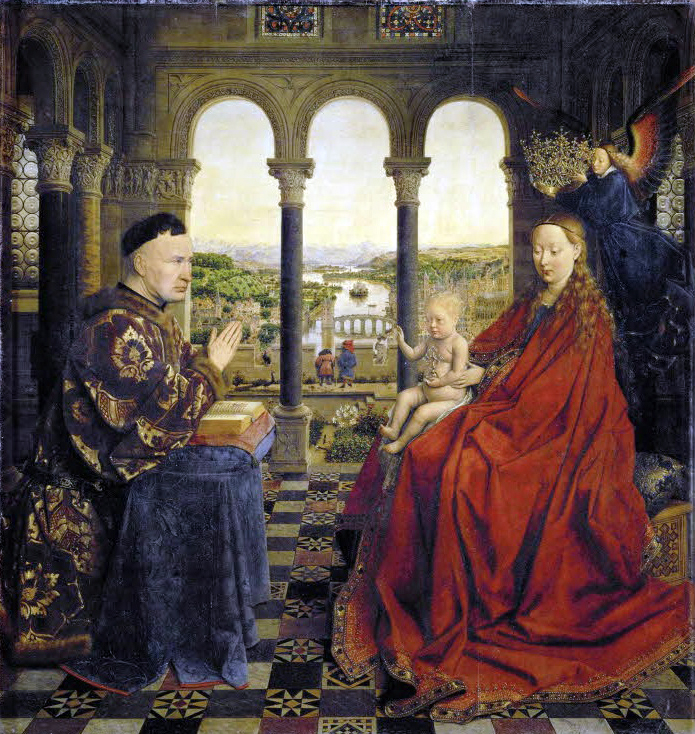
《罗琳大臣的圣母》， 约1435年，卢浮宫。
如同范德帕勒捐赠的画板，这幅作品也是为纪念捐赠者的教堂葬礼创作的，即位于欧坦查斯特尔大教堂中的家庭礼拜堂的尼古拉斯·罗琳家族。

圣母子设定为在一个带有侧廊的圆形教堂里， 其中圣母玛利亚所在的位置是通常放置祭坛画的区域。 整体来看画板具有雕塑作品的外观，宝座、窗户、拱门和悬挂式帆布均借鉴了罗马式建筑传统样式。 继《根特祭坛画》（又名《神秘羔羊之爱》）之后，《圣母和圣子与教士范德帕勒》是凡·艾克现存的第二大画作，也是唯一一幅应用于横向画框的画作。这幅画板的突出特点在于其对幻觉的创新运用和复杂的空间构造。它依旧在其原装橡木框架中， 上面的题词包含了凡·艾克的签名、画板完成日期、捐赠者的姓名以及与圣乔治和圣·多纳廷有关的一些文字。  其中上边框题词中有摘自《智慧之书》中的短语，它们将圣母玛利亚比作“未着色的镜子”。 
人物、细致入微的服饰以及房间和窗户的构造都在这幅画中以高度写实的手法描绘了出来。从不同的笔触宽度中可以领略到凡·艾克运用油的高超技艺。除此之外，他对细节的精确刻画尤其引人注目：圣·多纳廷金蓝色刺绣的长袍和法冠、东方地毯的编织式样以及范德帕勒衰老的脸上的胡茬和纹路。

### 人物
就像凡·艾克笔下的《罗琳大臣的圣母》一样，这个画板刻画出了捐赠者和圣母玛利亚之间的亲密氛围。艺术史学家杰弗里·奇普斯·史密斯认为，捐赠者与圣母玛利亚的身体距离尤其彰显了这一点“在精神上和形象上[突破]天地之间的障碍”，并暗示“由于吸引了圣母玛利亚和圣婴的注意力，在视觉上赞助人是不朽的。” 这样的亲密感通过小细节进一步增强，如范德帕勒和圣乔治的重叠，范德帕勒身上蒙上了一层圣乔治的影子，因为他正向前倾向圣母玛利亚介绍这位教士，似乎因此不小心踩到了自己的袈裟。 

#### 圣·多纳廷

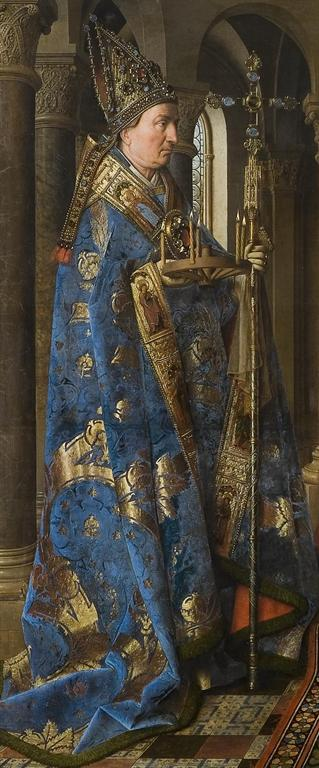
圣·多纳廷（细节图）

圣·多纳廷位于圣母玛利亚的左侧，从纹章学的角度来看，这是一个更为重要的位置，反映了他作为这幅画板所作的大教堂和布鲁日城的献身者的崇高地位。他身穿长袍，头顶主教法冠，这是在当时教堂的库存里找到的法衣。 他那金蓝色的锦缎长袍上绣着圣·保罗和圣·彼得的肖像， 法衣颜色与凡·艾克1437年创作的《德累斯顿三联画》中的大天使的衣着颜色非常相似。 
多纳廷站在画面外的一组窗户前。他左手手持珠宝十字架，右手托着一个装有五个点燃的锥形蜡烛的轮子。 车轮是他的特殊标志 ，指的是一个与他相关的典故：他被扔进台伯河后差点被淹死，教皇狄奥尼修斯扔给他了一个可以用作浮板的马车轮子而获救。 

#### 圣母玛利亚和圣子

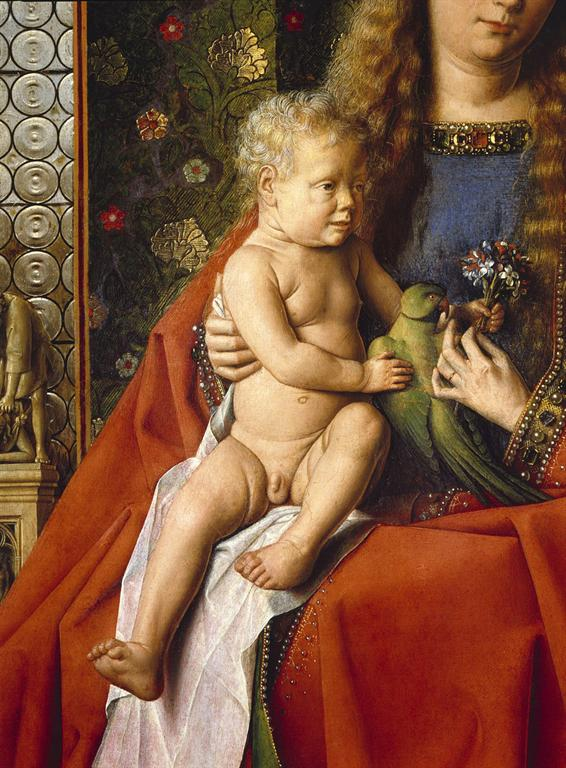
圣母和圣子（细节图）。圣母玛利亚指间拿着一朵花，一只像是玫瑰花环的长尾小鹦鹉在她的腿上休息。

这幅画板是已知的最早的体现北欧神圣对话的画作之一（圣母和圣子与一群圣徒以相对非正式的方式集结在一起）。圣母玛利亚坐在一个高高的宝座上，穿戴着饰有象征着她的纯洁的白玫瑰图案的精细华丽的织锦。 结合教堂的环境来看，圣母玛利亚所在的是通常放置祭坛画的区域。脚下通往宝座的台阶上铺着东方地毯。她和圣乔治理想化的脸型与收藏于美国华盛顿的凡·艾克的另一副作品《天使报喜》中的圣母非常相似。 
尽管圣母的宝座在画面中景的位置，但视觉上她的头与前景中站立着的、看起来似乎更近的人物保持水平。她所在的半圆形后殿是专为她的宝座扩充的区域，因此增加了画面的立体感。在后来的《德累斯顿三联画》中也可以看到类似的方法 - 圣母的宝座移向了空间后部，捐献者和圣徒们的画面在翼板中，相比起来这样的空间深度处理方式更好。这样看来《圣母和圣子与教士范德帕勒》中的人物处在一个更狭窄的空间，虽然显得有些狭促，但更具不朽的意义。 
圣子有一头金色的卷发，笔直的坐在圣母玛利亚大腿边上的一块白绸衫上，显得活灵活现。如同圣母玛利亚，正面可见他的身体和四分之三的头部。 画面里的他正把手伸向一只似乎停在圣母玛利亚大腿上的鹦鹉。 曾有段时期内，圣婴的裸体是被遮住的，直到20世纪后期的一次修复中这层复涂才被去除掉。 画面中的圣子代表了早期尼德兰绘画中常见的的主人和圣餐礼典故，并反映出了画板的创作目的-即庆祝弥撒。

#### 圣乔治

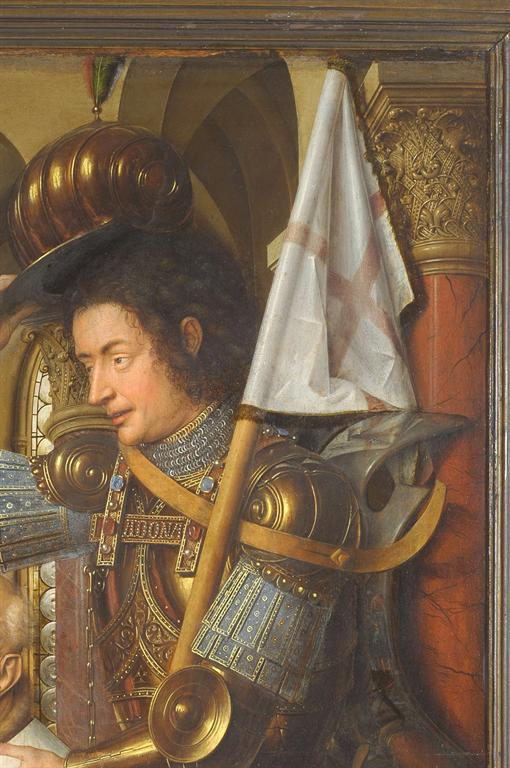
穿着盔甲的圣乔治（细节图）

圣乔治身穿华丽的盔甲，整个人显得轻松随意。他用右手举起头盔，用左手介绍范德佩勒。圣乔治里的“圣”是源于捐赠者的名字。约公元950年建成的圣多纳廷主教座堂为的就是保存他的一截手臂的遗骨。乔治的盔甲与凡·艾克的《德累斯顿三联画》中圣米迦勒的盔甲相似，而他的钢盾则与《根特祭坛画》中的基督骑士所持的盾牌的相似。
艺术史学家马克斯·雅各布·弗里德兰德（Max Jakob Friedländer）指出，圣乔治在如此庄重而内敛的环境中却显得犹豫不决，没有信心。他看上去非常年轻，似乎只有十几岁，但却面容呆滞。弗里德兰认为，“对圣乔治的刻画与那古老呆板的教士形成了奇妙的对比”。乔治的脚步不稳，似乎在因为要介绍捐赠者的同时还必须举起头盔这件事上感到吃力，“这似乎使他感到尴尬”。乔治是画中唯一露出脚的人。乔治向圣母示意时的迟疑显露出他害羞、犹疑的本性。他举起头盔的动作也很迟疑。弗里德兰德注意到，乔治的头略微倾斜，使劲在脸上“挤出一个空洞的微笑”。 
可以从乔治头盔的反光中看到圣母和圣子。凡·艾克（Van Eyck）通过在骑士的盾牌上的反光中绘画自己的自画像，来展示自己高超的艺术技巧。画家描绘了自己站在画架前的样子，与他的《阿诺菲尼肖像》中镜子里的自画像非常相似。
在《阿诺菲尼肖像》和《圣母和圣婴与教士范德帕勒》中，凡·艾克都以头戴红色包头巾的形象出现在画里，这一头巾与他1433年创作的自画像（猜测）《一个人的自画像》中的类似。

#### 乔里斯·范德佩勒
这幅画标志着其与传统和当代欧洲墓志铭都有所不同，因为它将圣人和凡人捐赠者置于同一个画面空间中。范德佩勒（Van der Paele）跪在圣母子的右侧，看上去有些心不在焉。用艺术史学家布雷特·罗斯斯坦的话来说，这是有意而为之的，这表明他已经“脱离了感知世界”，并且完全沉浸在精神领域。他的眼镜强化了这一观念。眼镜虽然暗指教育，财富和学识，但也暗示了人类世俗感官的不可靠性。 为了与中世纪晚期艺术的惯例保持一致，范德佩勒不直视任何圣人，而是平视前方，这是社会和精神礼仪所要求的。 
凡·艾克（Van Eyck）并不刻意美化教士因疾病而憔悴的体态，包括皮肤磨损、皱纹和疲惫、视力差、颞动脉肿大和手指肿胀。 范德佩勒笨拙地抓住他的祈祷书暗示着他左臂无力。范德佩勒可能患有严重的手臂和肩膀疼痛症，这在1430年代早期的教堂记录中得到了证实，该记录显示他不再需要早起祷告，而到1434年时他的身体状态就更糟了，已经不能支撑他继续在教堂里工作。根据现代医学诊断，他可能患有风湿性多肌痛症和颞动脉炎。

## 画像研究

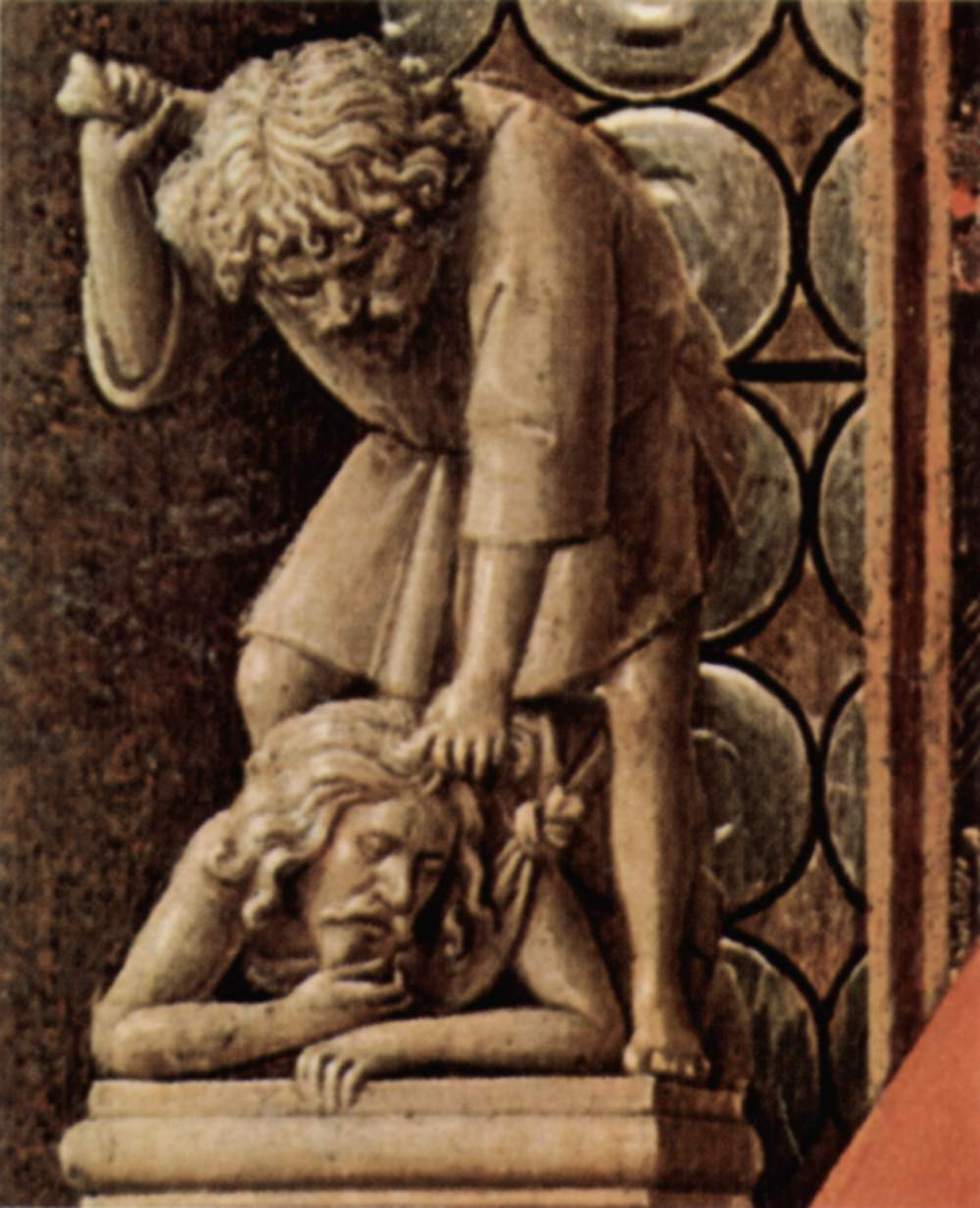
玛利亚左侧的柱子顶部的雕像雕刻了该隐用棍子把亚伯打死的场景

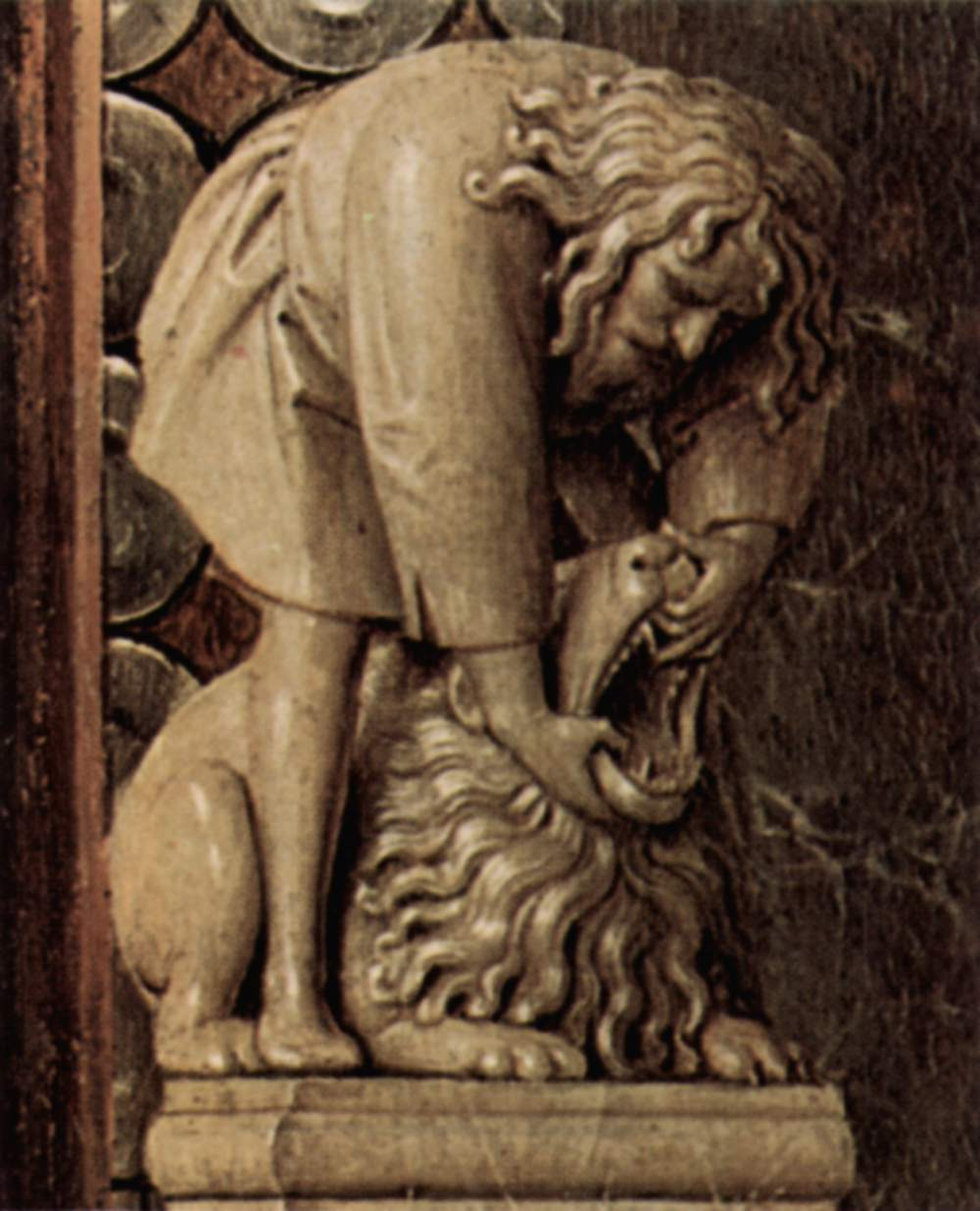
玛利亚右侧的柱子顶部的雕像雕刻了参孙掰开狮子的下颌的景象

《圣母和圣婴与教士范德帕勒》中有大量无缝交织的图像。从广义上讲，左侧的元素，包括仿制的雕刻品，都指向基督受难，而右侧的元素则暗指基督复活。 从这幅画里可以看出很多凡·艾克的绘画习惯，他通过细致入微的细节“向观众展示艺术史学家克雷格·哈比森（Craig Harbison）所描述的“变形的现实视图”，这些细节“说明的不是世俗的存在，而是[凡·艾克]”认为的超自然的真理。这些细节对于中世纪的观众来说很容易辨认。”
这些人物在教堂里，周围是半圆形拱门的拱廊，表明这可能是一个礼拜堂。这一场景似乎是由从看不见的窗户透过来的光照亮的，光线从画面左前方和圣母宝座后面的铅窗溢出。玛丽亚的宝座被放置在通常放置祭坛的地方。圣子身下的白布盖在玛丽亚的红色长袍上，这可能代表可能代表在圣餐仪式中蒙着面纱的主人。可能是指基督的死亡和复活。
凡·艾克作品中教堂的创作并非基于历史建筑，而是将不同建筑和想象的空间结合在一起。教堂可能像圣多纳廷主教座堂，但它已经被拆除。它似乎与耶路撒冷的圣墓教堂有相似之处，都有罗马式建筑的元素。凡·艾克的画在空间上常常是错乱的，观众会越看越疑惑。沃德阐述了艺术史学家之间的共识，将这些矛盾解释为“要么不连贯，要么是为了颁布复杂的象征信息而故意设计的”。玛丽亚握着一个看起来是从鹦鹉的羽毛长出来的茎，最后是一束红、白、蓝三色的花。鹦鹉有时被用作圣母的象征，但把它与植物的放在一起并不协调。鹦鹉和植物强调了花卉背景，象征着伊甸园，亚当和夏娃的形象更加强调了这一点。花朵的颜色代表着纯洁，爱和谦逊。它的花瓣象征着十字架和基督的牺牲。因此，仅仅通过这一现实意象，就展现了圣经中的原罪、驱逐和救赎的情节。
亚当和夏娃的雕像被置于宝座的立柱上。玛丽亚宝座扶手左侧的柱顶上刻画了该隐用棍子打死亚伯的场景，而右侧则刻画了参孙掰开了狮子的下颚的场景。建筑基座上的雕刻描绘了《旧约》中的场景，包括亚伯拉罕和麦基洗德克的会面以及以撒的献祭。 

## 画框和铭文

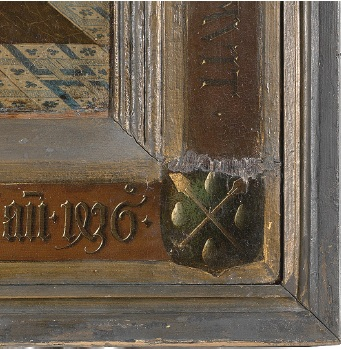
细节图显示画框的右下角扬铭刻完成时间（1436年）和捐赠者的纹章。漆料的缝隙显示出连接处右侧的植物纤维。

该内嵌板由六块水平板组合而成，用定缝销钉加固对接连接，并用植物纤维粘合。背面未涂漆，表明它是用来挂在墙上的。整体画框由一个主画框和两个外边框组成，主画框边缘由暗榫固定，与外框相连。边框没有铰链，表明该作品本身可以作为一个独立的面板，而不是三联画的一部分。 四个角是用榫卯组装的，每个角都用两个钉子加固。 这些木板最初被漆成统一的棕色，经过几个世纪， 其光泽度和套印已经退化。经过杰夫·范德维肯（ Jef Van der Veken ）1933-34年间和埃德蒙·弗洛伦斯(Edmond Florens)1977年的一系列修护，目前状况良好。铭文刻在中间边框的平坦木条上。
画框上有丰富的铭文，有凡·艾克的签名、范德佩勒（Van der Paele）父亲和母亲家族的纹章、有两位圣徒的字样，还有一段赞美圣母的文字。铭文以透视的方式绘制。下部边框上的那些字似乎是用凸起的铸造黄铜刻字，而其他边框上的字那些似乎是在画框的木头上凿的。
圣多纳廷旁边的画框上刻着铭文“ SOLO P [AR] TV NON [VS] FR [ATRV] M. MERS [VS] REDIT [VR]。 RENAT [VS] ARCH [IEPISC] O [PVS] PR [I] M [VS].  REMIS CONSTITVITVR.  QVI NV [N] C DEO FRVITVR.” （他是九个兄弟中最小的一个；被扔到水里，又重生，成为兰斯的第一任大主教。他现在正享受上帝的荣耀。) 在圣乔治旁边的是“ NATUS CAPADOCIA.  X [PIST] O MILITAVIT.  MVNDI FVG [I] E [N] S OTIA.  CESU TRIVMPHAVIT.  HIC DRACONEM STRAVIT” （生于卡帕多西亚，他是基督的战士。他逃离了世界的闲散，战胜了死亡，战胜了巨龙。乔治的胸甲上刻有字母 "ADONAI (上帝)"。)
玛丽的长袍上绣有拉丁文，取自《所罗门的智慧》7:29：Est enim haec speciosior sole et super omnem stellarum dispositionem. Luci conparata invenitur prior（“因为她比太阳更美丽，比每个星座都闪耀。与光相比，她也是优越的”）。凡·艾克（Van Eyck）在柏林创作的《教堂里的圣母》(约1438 - 1440年完成) 中也使用了类似的手法。

## 来源和影响

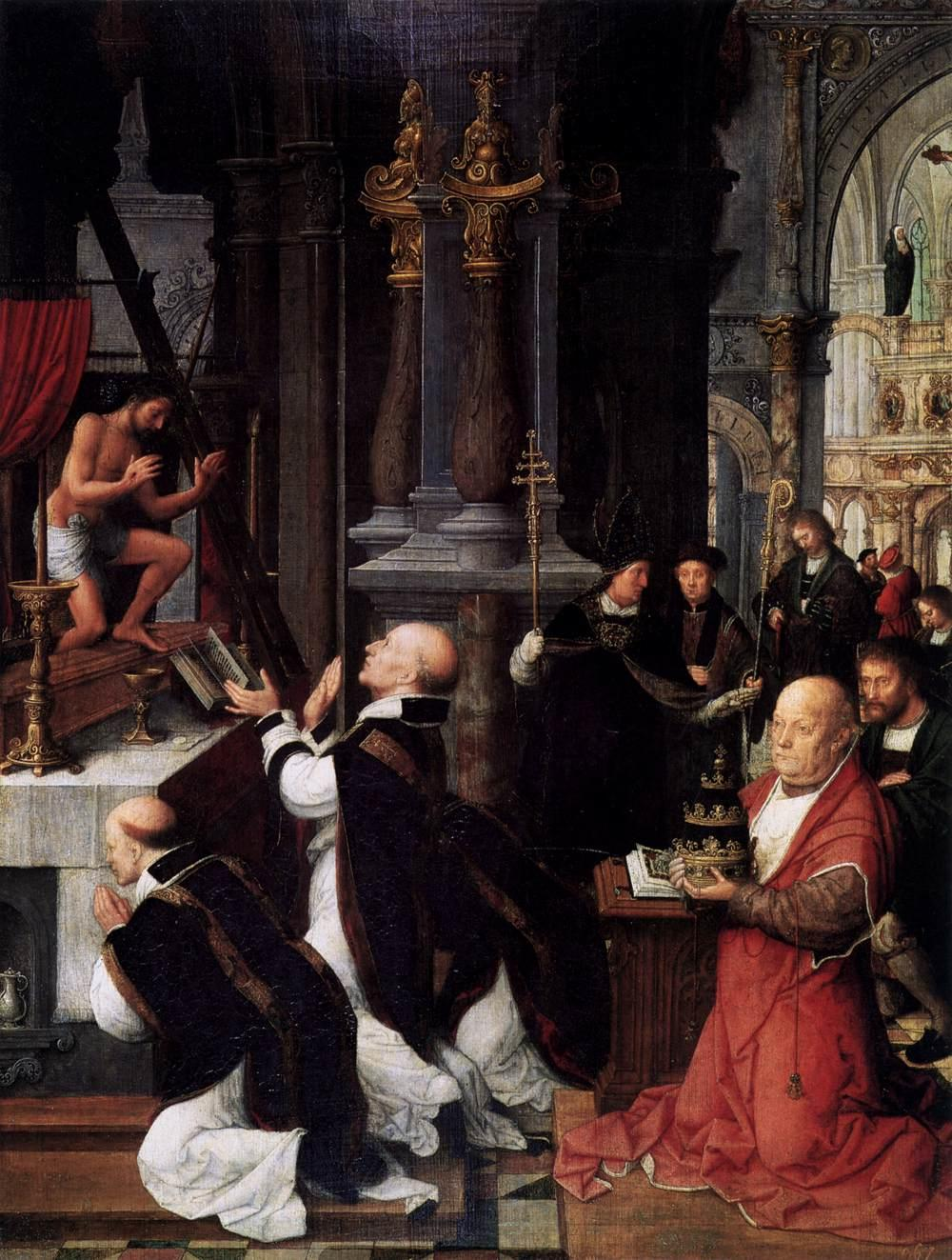
阿德里亚恩·伊森布兰特（ Adriaen Isenbrandt） ，《圣格雷戈里弥撒》，完成于1550年，现收藏于普拉多博物馆